# Aspyr
Aspyr Media, Inc. est une société américaine spécialisée dans le portage de jeux vidéo. Créé en 1996 à Austin, au Texas, Aspyr s'est spécialisé dans l'adaptation de jeux vidéo pour Mac OS.
L'entreprise adapte aussi des jeux vidéo pour Game Boy Advance et pour Pocket PC (en particulier les Dell Axim qui disposent d'un socket graphique), ainsi que pour PC.
En 2003, Aspyr détenait 60 % des parts des jeux vidéo sous Mac OS.
Aspyr a travaillé en collaboration avec plusieurs grands acteurs de l'industrie vidéoludique comme Vivendi Games, Paramount, Warner Bros., LucasArts, Electronic Arts, Activision et Eidos pour aboutir au portage de jeux comme Harry Potter, Les Sims, Les Sims 2, Star Wars, Tony Hawk, Battlefield 1942, Doom 3, Call of Duty, Prey, Call of Duty 2, Call of Duty 4: Modern Warfare, Quake 4, Guitar Hero 3, Enemy Territory Quake Wars et Tomb Raider sur Mac OS et Tony Hawk Pro Skater 2 et Call of Duty 2 sur Pocket PC.
Aspyr a également réalisé le portage de Civilization V (dont les contenus additionnels Gods and Kings et Brave New World) sur SteamOS et Linux.
Le 25 décembre 2014, Aspyr porte le jeu Knights of the Old Republic, initialement sorti sur PC et Xbox par BioWare, sur Android.
Ils ont ensuite développé Star Wars Jedi Knight II et Jedi Academy pour Nintendo Switch et PlayStation 4.
En 2024, ils s'occupent de la remasterisation de la trilogie originale Tomb Raider sortie initialement sur PlayStation, sur Xbox One, Xbox Series, PlayStation 4, PlayStation 5, Windows et Nintendo Switch. 
La même année, ils remasterisent également les deux jeux Soul Reaver parus en 1999 et 2001 de la licence Legacy of Kain.